# ميونيسيبال
ميونيسيبال هو نادي كرة قدم غواتيمالي أٌسس عام 1936. يلعب النادي في دوري غواتيمالا لكرة القدم.